# ستيف كرافين
ستيف كرافين (بالإنجليزية: Steve Craven)‏ (17 سبتمبر 1957 - ) هو لاعب كرة قدم بريطاني في مركز الوسط. لعب مع نادي بانغور سيتي ونادي ترانمير روفرز لكرة القدم ونورثويتش فيكتوريا ونادي ألترينتشام وكارنارفون تاون ‏.